# Aedes whitmorei
Aedes whitmorei är en tvåvingeart som beskrevs av Dunn 1918. Aedes whitmorei ingår i släktet Aedes och familjen stickmyggor. Inga underarter finns listade i Catalogue of Life.